# The Very Best of Das EFX
Albums de Das EFX
Generation EFX
(1998) How We Do
(2001)
The Very Best of Das EFX est une compilation de Das EFX, sortie le 3 juillet 2001.

## Liste des titres
| No  | Titre                                             | Album original       | Durée |
| --- | ------------------------------------------------- | -------------------- | ----- |
| 1.  | Mic Checka (Remix)                                | Dead Serious         | 5:09  |
| 2.  | Jussummen                                         | Dead Serious         | 3:30  |
| 3.  | They Want EFX                                     | Dead Serious         | 3:41  |
| 4.  | East Coast                                        | Dead Serious         | 4:31  |
| 5.  | If Only                                           | Dead Serious         | 4:04  |
| 6.  | Dum Dums                                          | Dead Serious         | 3:52  |
| 7.  | Looseys                                           | Dead Serious         | 2:51  |
| 8.  | Freakit                                           | Straight Up Sewaside | 3:19  |
| 9.  | Baknaffek                                         | Straight Up Sewaside | 3:34  |
| 10. | Kaught in da Ak                                   | Straight Up Sewaside | 4:52  |
| 11. | No Diggedy                                        | Hold It Down         | 4:01  |
| 12. | Real Hip Hop (Pete Rock Remix)                    | Hold It Down         | 4:00  |
| 13. | Microphone Master (featuring Mobb Deep)           | Hold It Down         | 4:31  |
| 14. | Represent the Real (featuring KRS-One)            | Hold It Down         | 3:21  |
| 15. | Shine                                             | Generation EFX       | 4:06  |
| 16. | Rap Scholar (Original Version) (featuring Redman) |                      | 4:00  |